# Nagy Csaba (labdarúgó, 1976)
Nagy Csaba (Mosonmagyaróvár, 1976. január 24. –) magyar bajnok labdarúgó, középpályás.

## Pályafutása
1994–95-ben a MOTIM TE, 1995–96-ban a Miklósi SE, 1996-ban a MÁC-DAC, 1996–97-ben a Csorna SE, 1997 és 2000 között a Haladás, 2000–01-ben a Nagykanizsai FC labdarúgója volt. 2001-ben a Zalaegerszegi TE csapatában szerepelt és tagja volt a 2001–02-es bajnokcsapatnak. 2002 tavaszán kölcsönben a Siófok játékosa volt. 2002–03-ban a Pápai ELC, 2003-ban a Büki TK, 2003–04-ben a Kecskeméti TE együttesében játszott.
1997 és 2001 között 95 élvonalbeli mérkőzésen szerepelt és tíz gólt szerzett. 

## Sikerei, díjai
Zalaegerszegi TE
- Magyar bajnokság
  - bajnok: 2001–02